# Nico Pillinini
Nico Pillinini (Valenciennes, 23 maggio 1951) è un disegnatore, pittore e giornalista italiano.
Dopo aver conseguito la maturità artistica al Liceo Lisippo di Taranto, frequenta l'accademia di belle arti di Bari. Dal 1972 al 1979 si dedica alla pittura ed alla grafica pubblicitaria. Nel 1978 scopre la sua vena satirica iniziando a collaborare con giornali locali, quali il Quotidiano di Lecce e l'inserto Satyricon di Repubblica. Nel 1983 incomincia la collaborazione con la Gazzetta del Mezzogiorno, giornale sul quale appaiono quotidianamente le sue vignette satiriche. Ha collaborato anche con l'Unità (Tango), Gazzetta dello Sport (Gong), Corriere dello Sport, i settimanali Oggi e Gente e con il periodico online Articolo 21. Nel 2009 ha conseguito il Premio Internazionale Satira Politica di Forte dei Marmi. 

## Opere
- Nico Pillinini. Impertinenze. Bari, Edisud, 1984; Bari, Dedalo, 1985 (nuova edizione ampliata)
- Nico Pillinini. Racconti allegri di autori italiani, Taranto Mandese Editore, 1986.
- Nico Pillinini. Mostra expolevante "Mare è vita" Bari, 1998.
- Nico Pillinini. IL SANTO DI TARANTO, Taranto, Con Dino Lopane Edizioni Pugliesi 1999.
- Nico Pillinini. Racconti allegri di autori italiani, Taranto Mandese Editore, 1986.
- Nico Pillinini. Mostra Expolevante "Mare è vita" Bari, 1998.
- Nico Pillinini. Burlesconi. Vignette satiriche. Bari, Dedalo, 2003. ISBN 978-88-220-4540-9.
- Nico Pillinini. Zichicche. Bari, Dedal o, 2003 Copertina e illustrazione del libro di Piergiorgio Odifreddi
- Nico Pillinini "Loro ci vedono così", Roma, 2003 la Polizia nelle vignette dei più celebri umoristi italiani Roma, 2003, Ministero dell'Interno Dipartimento della Pubblica Sicurezza.
- Nico Pillinini. Bandana republic. Bari, Dedalo, 2004. ISBN 978-88-220-6278-9.
- Nico Pillinini. Ecce gnomo. Bari, Dedalo, 2006. ISBN 978-88-220-6289-5.
- Nico Pillinini. Mafia Cartoon. Torino, Ega Editore 2006. Libera Contro Le Mafie ISBN 88-7670-610-0
- Nico Pillinini. Il giulivo. Bari, Dedalo, 2007. ISBN 978-88-220-6299-4.
- Nico Pillinini. Il Libro D'a Vicchiaredda, Taranto, 2008, Edit@ ISBN 978-88-99545-68-0
- Nico Pillinini. Il Carcere Spiegato Ai Ragazzi, Autori vari, 2009 Sinnos editrice ISBN 978-88-7609-146-9).
- Nico Pillinini. Supernan. Bari, Dedalo, 2009. ISBN 978-88-220-6309-0.
- Nico Pillinini. That's All Folks!. Bari, Il Grillo, 2012 ISBN 978-88-6653-012-1.
- Nico Pillinini. Napoltaneide, Autori vari, Forte dei Marmi 2012, Museo della Satira e della Caricatura
- Nico Pillinini. La Gazza. Bari, Edisud, 2015 ISSN 1594-1035 (WC · ACNP)
- Nico Pillinini Coronarisus, Bari, Progedit, 2020 ISBN 978-88-6194-499-2)
- Nico Pillinini. Fatti Così, Taranto, Arturo Guastella Taranto, Scorpione Editrice, 2021 ISBN 978-8880995142
- Nico Pillinini. Le Gazzate, Bari, Edime, 2023 (9-7715-94-10333)
- Nico Pillinini. Michelone, Bari, Edime, 2024
- Nico Pillinini. Diario Scolastico, Bari, educazione stradale, Bari, Ministero delle Infrastrutture e dei Trasporti
- Nico Pillinini. Trumpeide, 60 disegnatori satirici di tutto il mondo, Museo di Forte dei Marmi.